# Jorge Millones
Jorge Millones Valdivia (Lima, 8 de abril de 1972) es un compositor y cantante peruano de Trova.

## Biografía
Nació en la ciudad de Lima, distrito de Miraflores. Criado en los Barrios Altos en el seno de un ambiente musical, su padre, Jorge Millones Sánchez, era policía y guitarrista, cultor de música criolla y su madre, Isabel Valdivia Coppa, cantaba en las reuniones familiares con amigos tíos y primos. Esa fue la crisálida cultural que lo cobijó y acercó a la canción criolla y a los boleros tradicionales del cancionero popular peruano y latinoamericano, recibiendo sobre todo la influencia de Felipe Pinglo. Sin embargo, no descubre su vocación, sino, hasta que cumple 22 años en el barrio de Vipol en El Callao y es cuando aprende a tocar la guitarra y a componer canciones casi simultáneamente. Eran los años noventa y acababa de darse el golpe de Estado por Alberto Fujimori, hecho que marcó al país y al trovador.
Su tío Alberto Valdivia, ingeniero sanmarquino, humanista y hombre de izquierda, fue quien se encarga de su orientación artística y académica. Gracias a él conoce el rock clásico, el jazz, la nueva trova, y el canto nuevo, influencias que serían decisivas en el enfoque creador de Millones.
Realizó estudios psicología en la Universidad Ricardo Palma, filosofía en la Universidad Nacional Mayor de San Marcos y antropología en la Universidad San Antonio Abad del Cusco, habiendo pasado en un primer momento, a fines de los ochenta, por el estudio de artes plásticas y diseño publicitario, pero los abandonó.

## Proceso musical

### El comienzo
Jorge Millones empieza su senda de cantante y compositor cuando estudiaba filosofía en la Facultad de Humanidades de la Universidad Nacional Mayor de San Marcos, allí desarrolla buena parte de su actividad artística. Ha dado conciertos en varias partes del Perú y también en varios países de América Latina y Europa.
En San Marcos se integra al movimiento juvenil contra la dictadura fujimorista, en el que participan varios estudiantes que también se dedicaban a componer canciones, como su amigo Pedro Novoa. Conoce a los ya pocos cultores del rock subterráneo como Daniel F, Rafo Ráez, Piero Bustos y César N. Integra el Colectivo Amauta convirtiéndose en un activo militante de izquierda y se vincula a poetas y movimientos contraculturales (Renato Salas, Juan Ramón Carrasco, Eduardo Braga, Rudy Pacheco pertenecientes al colectivo CULTIVO. Virginia Benavides, entre otros. Por esos años graba el primer registro de una de sus canciones Blanca y empiezan a circular los primeros casetes con sus canciones.

### Primera fase cusqueña
En 1999 emigra junto a Ana Celia Campana, su primera esposa, a la ciudad del Cusco. A la par que estudiaba antropología, milita en el Colectivo Socialista La Hormiga, llegando a tocar en el bar LA TROVA de la familia Tomaylla. Participa en varias movidas contraculturales hasta regresar a Lima para la Marcha de los 4 Suyos, que inicia el fin de la dictadura fujimorista.
En el Cusco desarrolla su carrera en el mítico local de trova llamado La Oveja Negra, espacio cultural con 17 años de trayectoria impulsado por Yuri Boluarte y Ricardo Castro. Allí graba su primera maqueta "En vivo en la Oveja Negra (2000)", que sería el primer registro completo de un concierto. Así mismo, tocará en el proyecto de la Hormiga "La Grieta" bar cultural integral de manejo colectivo que durará hasta el 2007.
Millones regresa a Lima en el 2002. Graba dos maquetas: Amaneceres y Soy varios (gracias al apoyo de Guillermo Vásquez) y se une al Colectivo Séptima Cuerda, proyecto independiente junto a Pedro Novoa, Enrique Ortiz, y Daniel Ochoa, trabajan por promover un movimiento que permita el desarrollo participativo de la nueva canción en el Perú.
Conoce a Chalena Vásquez quien será una presencia decisiva en su orientación como cantautor e investigador cultural. Trabaja con Chalena en la Dirección de Investigación de la Escuela Nacional de Folklore, más tarde lo hará con Lucy Núñez en la misma institución. Por esos años, tocará en el bar Box de la Av La Marina durante dos años. Gracias a Chalena Vásquez conocerá al grupo de canto popular tradicional Los Cholos, a Marino Martínez y muchos cultores más.

### Segunda fase cusqueña
En 2007 fallece Ana Cecilia y Millones regresa al Cusco. Se aleja de la música y se dedica al trabajo académico y antropológico, tocando esporádicamente en la Oveja Negra junto a Dayana Silva, Kupskaia Bonet, Darwin Carpio, camilo Felix entre otros trovadores del Cusco.
En una gira por Arequipa se vincula al trovadores Erick Tejada y Américo Martínez, toca en el emblemático Encomium y en la Casa de la Trova.
Logra viajar a Chile y toca con los cantautores Manuel García y Chinoy. Entabla contacto con la nueva movida de la canción chilena y con jóvenes como Angelo Escobar. Viaja más tarde a Argentina y toca para la Universidad de las Madres de Plaza de Mayo, en Radio La Tribu y otros movimientos de la escena de Buenos Aires. También ha tocado en Quito, Bogotá, Montevideo (en donde Daniel Viglietti lo entrevistó para su programa de radio) y una breve gira en La Habana junto Yuri Boluarte.
Algunos años después conocerá a Verónika Mendoza, su actual pareja, regresando con su familia a Lima en el 2011 hasta la actualidad.

## Juglares
Con su productora Kskbel y con apoyo del movimiento Hugo Pesce, impulsa ahora un proyecto llamado Juglares, para apoyar el trabajo de cantautores peruanos y de facilitar un encuentro con el público. Están involucrados un grupo de artistas de reconocida trayectoria en el mundo de la canción de autor peruana: Daniel "Kiri" Escobar, Consuelo Romero, Piero Bustos, Erick Tejada, Los Cholos, Antonio "Marrón" Zeballos, Willy Barreto "Takanamanta", entre otros, la mayoría de ellos reunidos partir del apoyo a la campaña presidencial de Verónika Mendoza.
Tercera fase cusqueña
Luego de 15 años en Lima retorna al Cusco en 2024 donde reside todavía.
El 2025 publica su primer libro de ensayos "Inteligencia Artificial y Estupidez Natural. Reflexiones sobre el capitalismo tecnológico" (Nuestro Sur, Escuela Política Praxis, Editorial Combatiente Editores)

## Creación musical
En la música de Millones se encuentra basada en la trova, sin embargo se aprecian influencias fuertes de la balada, el rock, la salsa y la cumbia como también una presencia fuerte de corrientes de la música tradicional peruana tanto de los andes como de la costa como valses y polcas. Las letras van dedicadas al cotidiano vivir del amor, la política y demás pasiones.

## Discografía
La discografía de Jorge Millones contiene 3 discos formales, 3 maquetas que dejaron de circular y más de seiscientas canciones inéditas.
Las maquetas que circularon son:
- 2000: En Vivo En Cusco, que sirvió para recaudar fondos para el viaje de una delegación cusqueña a la Marcha de los 4 Suyos.
- 2002: Soy Varios
- 2004: Amaneceres

En el 2012 lanza su productora "Kskbel", sello con el que produce los discos:
- 2012: Cascabel (Disco-libro).
- 2014: Crítica de la miseria pura.
- 2017: Trámites Oníricos.
- 2018: Cantares de la gesta (Volumen 1)
- 2019: Trámites Oníricos
- 2023: Decamerón